# 老兵节
老兵节（英語：Veterans Day）是美国联邦假日，定于11月11日。这是美国比较重要的一个全国性节日，人们借此向退伍军人、特别是参加过历次战争的退伍军人表达敬意。
11月11日在英国以及加拿大等英联邦国家也是一个纪念日。这一天被称为“Remembrance Day”，中文有时被翻译为“國殤紀念日”或“悼念日”。法国和比利时也在这一天纪念“休战日”。

## 歷史
最初，美国曾将11月11日定名为休战日（Armistice Day），纪念第一次世界大战于1918年11月11日上午11点正式停战。美国总统威尔逊在实施停战一年后，宣布了第一个停战纪念日，并由此开始了美国一年一度的纪念传统。他说，这个假日将"充满对为国捐躯者的英雄气概的庄严自豪感和对胜利的感激之情；既是因为它带给我们自由，也是因为它带给我们机会，显示美国是站在国际大家庭的和平与正义一边"。
随着这个假日在1926年被正式定名为“休战日”，它的和平与国际团结信息再次得到肯定。美国国会通过决议，责成总统要求所有公共建筑在11月11日升挂美国国旗，并要求公民"在学校和教堂或其他适当场所举行适当仪式，纪念这一与其他国家人民友好关系的一天。"1938年，美国国会通过法案，把“休战日”定为联邦假日。
威尔逊总统曾希望第一次世界大战成为"结束战争的战争"，然而这一希望不久就因欧洲新战事的爆发而破灭。美国于1941年加入第二次世界大战。二战是美国历史最大的全国军事动员。美国有1600多万人参战；407000人丧生，其中292000人死于战场。二战结束后不久，美军又投入韩战。

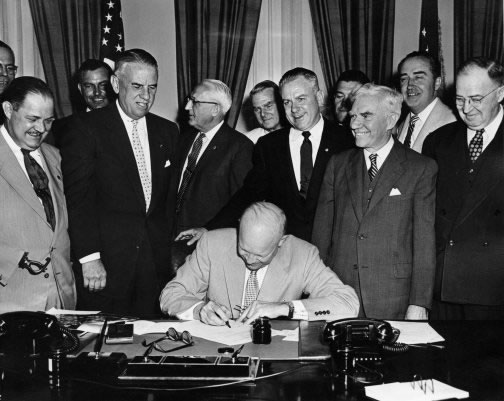
艾森豪威尔总统签署法案改休战日为退伍军人节

1953年，堪萨斯州恩波里亚市（Emporia）的市民们将这一节日称作“退伍军人节”，以感谢他们市镇的退伍军人们。老兵组织敦促国会把纪念一战的“休战日”改为“退伍军人节”，纪念所有战争的老兵。不久之后，美国国会通过一项由堪萨斯州议员提出的法案。1954年5月26日，艾森豪威尔总统签署法案，把“休战日”正式改为“退伍军人节”。
艾森豪威尔在第一个退伍军人节公告中说："让我们在这一天深切缅怀所有为捍卫我们的自由传统而在海上、空中和海外英勇奋战的人所付出的牺牲，让我们重新投身于促进永久和平的使命，不让他们的努力付诸东流。"
根据1968年通过的美国统一假期法案，“退伍军人节”和其它几个假日都被定在星期一，而不是固定的日期，这样，联邦雇员就可以连上周末放三天大假，这样做据说还可以刺激旅游和消费。但是很多州和多数老兵组织不认同这个做法，坚持在11月11日这一天过节。因此，纪念活动出现了一些混乱。毕竟，11月11日是个历史性的日子。后来，福特总统签署法律，从1978年开始恢复在11月11日纪念“退伍军人节”。

## 纪念活动

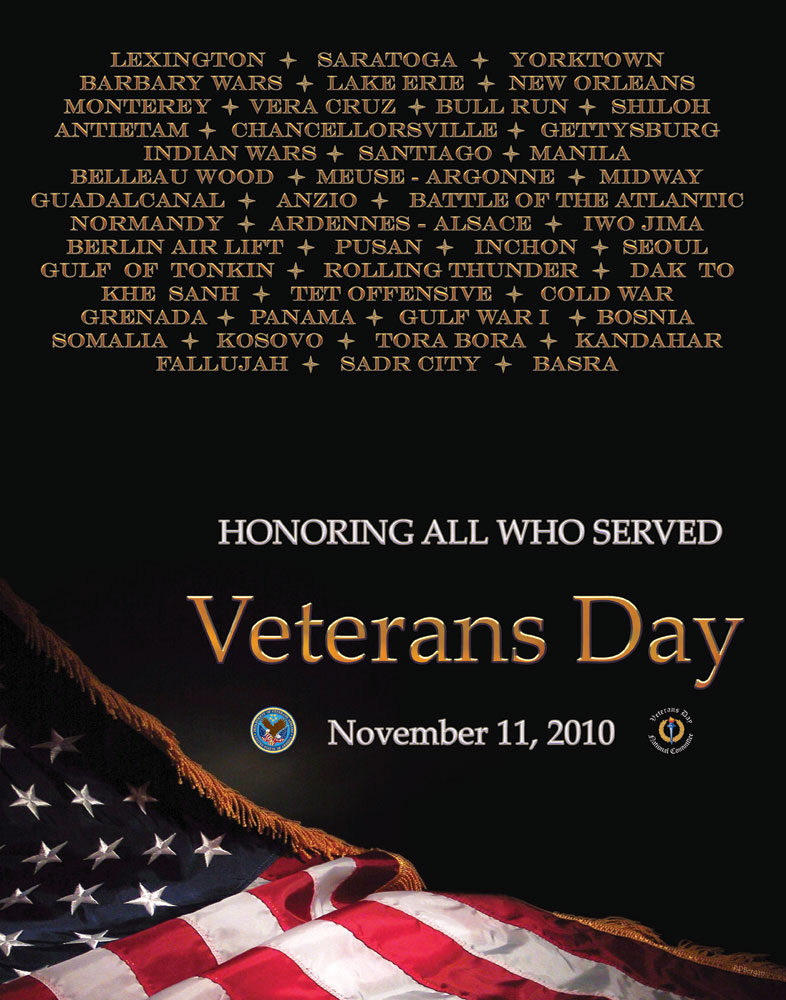
退伍军人節2010年的海報

此后每年11月11日，从总统到州长都要向美国全体退伍军人致敬，退伍老兵们则组织游行集会；全国各地的人们也举行各种纪念活动来庆祝节日。在纽约市曼哈顿区的第五大道上每年都会举行退伍军人节游行。在华盛顿，许多人都去越战纪念墙来纪念这个节日；在越战纪念墙那磨光的黑色大理石上刻着5万8千多位在越战中阵亡的美军官兵的姓名，这也是对参加过越战的270万美国军人表示敬意。